# Формальна та динамічна еквівалентність
Формальна та динамічна еквівалентність – це дві різних техніки перекладу, які використовуються для досягнення різних рівнів відповідності між оригінальним текстом та перекладом. Обидві техніки використовуються при біблійному перекладі. Зазвичай ці терміни пов’язують з перекладом «сенс-у-сенс» (переклад значень та цілих фраз) та перекладом «слово-в-слово» (буквальний переклад значень окремих слів).

## Підходи до перекладу
Формальна еквівалентність має тенденцію підкреслювати значення вірності лексичним деталям та граматичній структурі мови оригіналу, тоді як динамічна еквівалентність схильна до використання більш природного відтворення, хоч і з меншою лексичною точністю.
За Юджином Найдою, динамічна еквівалентність – це створення між перекладеним текстом та його читачем такого самого зв'язку, який існував між оригінальним текстом і його читачем – носієм мови. Головне її завдання – передача тексту таким чином, аби читач однаково сприймав та розумів значення тексту обох мов.
У наступні роки Найда відійшов від поняття «динамічна еквівалентність» і надав перевагу терміну «функціональна еквівалентність». Це свідчить не тільки про те, що еквівалентність полягає у функції вихідного тексту в вихідній культурі та функції цільового тексту (перекладу) у цільовій культурі, але і про те, що «функція» може розглядатися як властивість тексту. Функціональну еквівалентність можна асоціювати з явищем взаємодії людей у культурах.

## Теорія і практика
В результаті того, що динамічна еквівалентність уникає суворого дотримання граматичної структури тексту-оригіналу задля більш природної передачі при перекладі, вона іноді використовується у випадку, коли читабельність тексту важливіша за збереження оригінальної граматичної структури.
Часто, формальній еквівалентності надається більша перевага, ніж правдивості, особливо коли одна з мов не має прямого відповідника в іншій. В таких випадках може використовуватися більш динамічний переклад або ж, у цільовій мові може бути створено неологізм, з метою представлення певного поняття (інколи це відбувається шляхом запозичення слів з мови-оригіналу) 
Чим більше вихідна мова відрізняється від мови на яку здійснюється переклад, тим складнішим може бути розуміння дослівного перекладу без модифікації чи заміни слів у цільовій мові. З іншого боку, формальна еквівалентність надає змогу читачам, знайомим із мовою оригінального тексту, прослідковувати шляхи, якими зміст передається в оригінальному тексті, зберігаючи ідіоми, що не перекладаються, риторичні прийоми (такі як хіазмічні структури в єврейській Біблії) і манери висловлення задля збереження оригінальної інформації та підкреслення найтонших смислових відтінків.

## Переклад Біблії
Перекладачі Біблії використовували різноманітні підходи у спробах перекладу, починаючи від використання лише формальної еквівалентності, до обмеження тільки динамічною. 
Переважає використання формальної еквівалентності:
- Дуай-Реймс (1610)
- Версія короля Якова (KJV, 1611)
- Літературний переклад Янга (1862)
- Змінена версія (1885)
- Американська стандартна Біблія (1901)
- Змінена Стандартна версія (1952)
- Нова Американська Стандартна Біблія (1971)
- Нова версія короля Якова (NKJV, 1982)
- Літературний переклад Гріна (1985)
- Нова Змінена Стандартна Версія (1989)
- Оновлена версія (1999)
- Світова Англійська Біблія (2000)
- Англійська Стандартна версія (2001)
- Змінена Стандартна версія Друге Католицьке Видання (Біблія Ігнатія) (2006)
- Лекхемська Англійська Біблія (2011)

Помірне використання формальної та динамічної еквівалентності (оптимальна еквівалентність):
- Загальна Біблія (1965)
- Біблія Сучасною Мовою (1969)
- Біблія Братства (1969)
- Змінене Видання Нової Американської Біблії (2011)
- Нова Міжнародна Версія (1978, змінена 1984, 2011)
- Нова Міжнародна Читацька Версія (1996)
- Новий Живий Переклад (1996)
- Переклад нового світу (1961, змінений 1984, 2013)
- Християнська Стандартна Біблія видавництва Холман, «оптимальної еквівалентності» (2003)
- Новий Англійський Переклад (2005)
- Нова Міжнародна Версія Сьогодення (2005)
- Нова Американська Біблія (1970)

Надмірне використання динамічної еквівалентності, парафразу чи обох:
- Біблія Нокс (1949)
- Єрусалимська Біблія (1966)
- Нова Англійська Біблія (1970)
- Біблія Добрих Новин (колишня «Англійська Версія Сьогодення») (1966)
- Нова Єрусалимська Біблія (1985)
- Біблія Християнської Громади (1988)
- Змінена Англійська Біблія (1989)
- Переклад Слова Божого (1995)
- Сучасна Англійська Версія (1995)
- Повна Єврейська Біблія (1998)

Широке використання парафразу:
- Жива Біблія (1971)
- Послання (2002)